# Jussarupt
Jussarupt ([ˌʒysaˈʁy] ) ist eine auf 480 m über Meereshöhe gelegene französische Gemeinde mit 260 Einwohnern (Stand: 1. Januar 2022) im Département Vosges in der Region Grand Est. Sie gehört zum Arrondissement Saint-Dié-des-Vosges (bis 2024 Épinal) und ist Mitglied im Gemeindeverband Communauté de communes Bruyères-Vallons des Vosges. Die Bewohner werden Jussarois und Jussaroises genannt.
Jussarupt grenzt im Norden an Laveline-devant-Bruyères, im Osten an Granges-Aumontzey, im Süden an Champdray, im Südwesten an Laveline-du-Houx und im Westen an Herpelmont.

## Bevölkerungsentwicklung
| Jahr      | 1962 | 1968 | 1975 | 1982 | 1990 | 1999 | 2008 | 2017 |
| --------- | ---- | ---- | ---- | ---- | ---- | ---- | ---- | ---- |
| Einwohner | 321  | 327  | 282  | 284  | 277  | 268  | 292  | 274  |

## Sehenswürdigkeiten
- Kirche Saint-Léger et Sainte-Gertrude

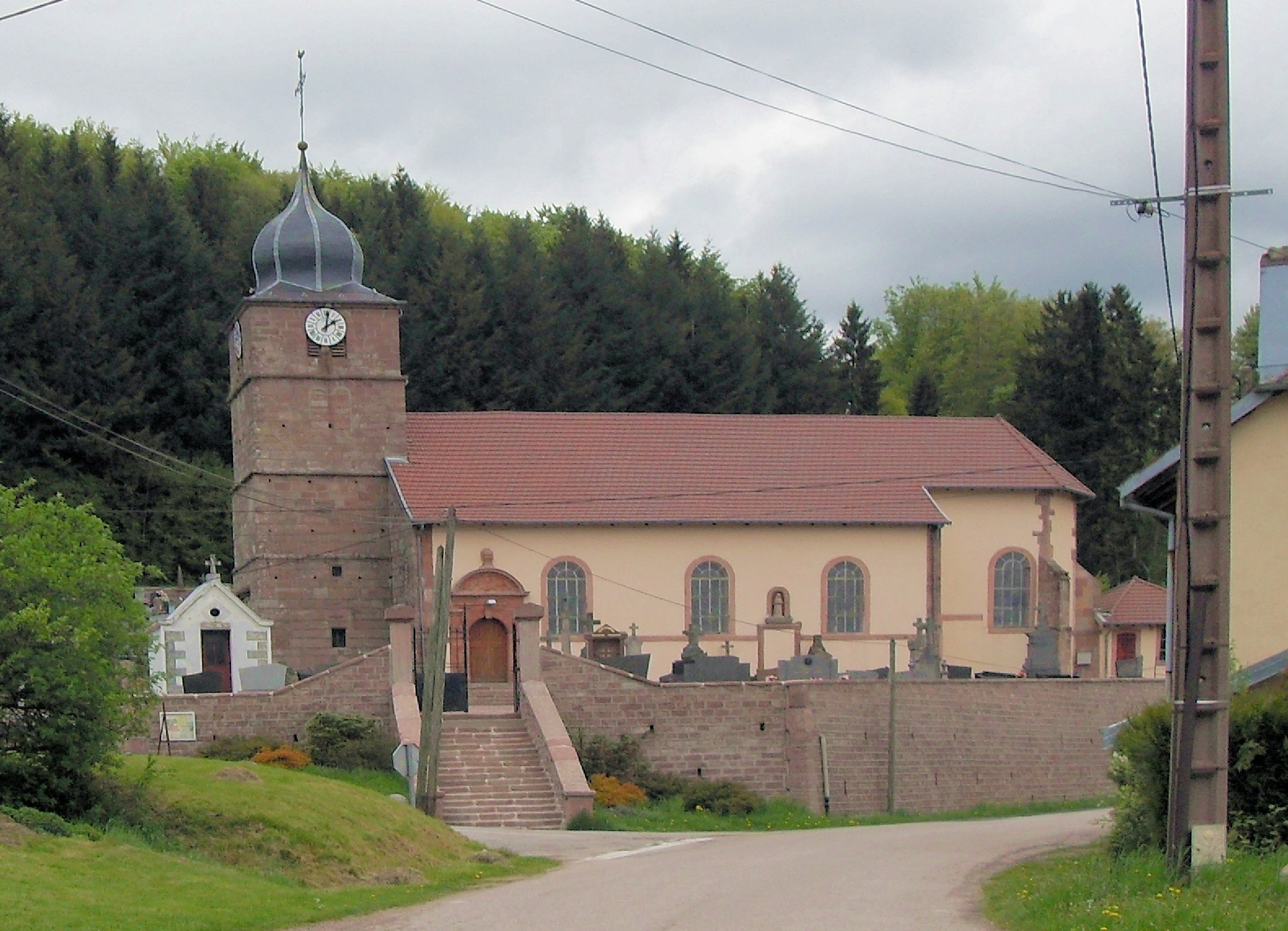
Kirche Saint-Léger-Sainte-Gertrude